# 887년

## 연호
- 당(唐) 광계(光啓) 3년
- 일본(日本) 닌나(仁和) 3년

## 기년
- 당(唐) 희종(僖宗) 14년
- 신라(新羅) 정강왕(定康王) 2년 / 진성여왕(眞聖女王) 원년
- 발해(渤海) 대현석(大玄錫) 17년

## 사건
- 1월 황룡사에서 백고좌를 마련하여 강의와 토론하게 했음. 왕 자신도 강의를 듣고자 황룡사로 행차하기도 했음.
- 1월 이찬 김요가 한주에서 반란을 일으키다 파병된 근위병들에게 붙잡혀 참살당함.
- 5월 병을 얻어 눕다가 세상을 떠남.
- 여동생 만이 왕의 자리에 오름.

## 탄생
- 후백제(後百濟)의 공주(公主) 국대부인(國大夫人)

## 사망
- 신라(新羅) 50대 왕 정강왕(定康王)
- 프랑크의 루트비히 3세